# Clube Desportivo de Sobrado
O Clube Desportivo de Sobrado é um clube português localizado na freguesia de Sobrado, concelho de Valongo, distrito do Porto. O clube foi fundado em 23 de Março de 1969 e o seu atual presidente é Nuno Bessa. A sua área de ação é fundamentalmente o desporto destacando-se o futebol onde inclui quase todos os escalões masculinos em competição.
O estádio do clube é o Campo Joaquim Coelho da Rocha que possui uma arquitetura radicalmente natural, inserido na própria encosta, não se distinguindo as bancadas do monte envolvente. Atualmente a equipa de Séniores joga no Estádio Municipal de Valongo devido à falta de relvado no estádio do clube, sendo que em 2018, o Campo Joaquim Coelho da Rocha foi rebatizado como Estádio Municipal de Sobrado, possuindo já relvado sintético na qual o clube joga desde então.

## Futebol
A equipa de futebol sénior participou sempre em divisões distritais da AF Porto até à época de 2014/15 tendo apenas uma presença na Taça de Portugal, na época de 2000/01.
Na época 2013/14 o clube participou pela primeira vez num campeonato correspondente ao 4º escalão do futebol português, sendo no entanto ainda uma divisão distrital, o Divisão de Elite da AF Porto, organizado pela AF Porto. Este feito foi obtido pela segunda subida consecutiva de divisão.
Com a terceira subida consecutiva de divisão e consecutiva vitória na Divisão de Elite da AF Porto, o clube participa na época 2014/15 pela primeira vez num campeonato correspondente ao 3º escalão do futebol português, o Campeonato Nacional de Seniores. Nesta época, participa na Taça de Portugal pela segunda vez na sua história.

### Histórico de Classificações
| Competição | I | II | III | IV  | V   | VI  | VII |
| 1995/1996  | - | -  | -   | -   | -   | ?   | -   |
| 1996/1997  | - | -  | -   | -   | ?   | -   | -   |
| 1997/1998  | - | -  | -   | -   | ?   | -   | -   |
| 1998/1999  | - | -  | -   | -   | 14º | -   | -   |
| 1999/2000  | - | -  | -   | -   | 7º  | -   | -   |
| 2000/2001  | - | -  | -   | -   | 16º | -   | -   |
| 2001/2002  | - | -  | -   | -   | -   | ?   | -   |
| 2002/2003  | - | -  | -   | -   | -   | ?   | -   |
| 2003/2004  | - | -  | -   | -   | 15º | -   | -   |
| 2004/2005  | - | -  | -   | -   | -   | 1º  | -   |
| 2005/2006  | - | -  | -   | -   | 13º | -   | -   |
| 2006/2007  | - | -  | -   | -   | 18º | -   | -   |
| 2007/2008  | - | -  | -   | -   | -   | 10º | -   |
| 2008/2009  | - | -  | -   | -   | -   | 16º | -   |
| 2009/2010  | - | -  | -   | -   | -   | 14º | -   |
| 2010/2011  | - | -  | -   | -   | -   | 5º  | -   |
| 2011/2012  | - | -  | -   | -   | -   | 3º  | -   |
| 2012/2013  | - | -  | -   | -   | 6º  | -   | -   |
| 2013/2014  | - | -  | -   | 1º  | -   | -   | -   |
| 2014/2015  | - | -  | 6º  | -   | -   | -   |     |
| 2015/2016  | - | -  | 8º  | -   | -   | -   | -   |
| 2016/2017  | - | -  | -   | 6º  | -   | -   | -   |
| 2017/2018  | - | -  | -   | 9º  | -   | -   | -   |
| 2018/2019  | - | -  | -   | 12º | -   | -   | -   |
| 2019/2020  | - | -  | -   | 2º  | -   | -   | -   |
| 2020/2021  | - | -  | -   | 15º | -   | -   | -   |
| 2021/2022  | - | -  | -   | 3º  | -   | -   | -   |
| 2022/2023  | - | -  | -   | 12º | -   | -   | -   |
| 2023/2024  | - | -  | -   | 14º | -   | -   | -   |
| ---------- | - | -- | --- | --- | --- | --- | --- |

### Plantel atual
Atualizado no dia 20 de agosto de 2014.

## Ligações Externas
- AF Porto
- Facebook do CD Sobrado
- ForaDeJogo.net